# Serenata núm. 10 (Mozart)
La Serenata núm. 10 per a vent en si bemoll major, K. 361/370a, coneguda com a Gran Partita, és una serenata de Wolfgang Amadeus Mozart, composta probablement entre 1781 i 1782.

## Composició
Alguns dels més importants especialistes en Mozart (Ludwig von Köchel, Allan Tyson i Edge) suggereixen, a partir de l'anàlisi de les filigranes del paper del manuscrit original, que la composició de l'obra va poder haver tingut lloc el 1781 o 1782. Que fos escrita especialment per a un concert públic ofert per Anton Stadler el 23 de març de 1784, és menys probable, ja que aquesta interpretació no té una relació provada amb la data de composició i només marca un terminus ante quem.
L'autògraf d'aquesta obra conté vint-i-quatre fulls de paper tipus 57. D'altres quatre composicions que presenten aquest tipus de paper poden ser datades sense cap dubte el 1781. Alan Tyson va afirmar que aquest fet és prou convincent com per pressuposar que el KV 361 va ser compost el 1781. No hi ha en absolut cap prova que els vint-i-quatre fulls d'aquest tipus de paper que van aparèixer a l'autògraf del KV 361 fossin destinats per a una altra obra, i a partir del patró d'ús del paper sembla clar que la Gran Partita era el principal projecte per al qual Mozart va adquirir aquest tipus de paper. La història documental mostra així mateix que existeix una referència inequívoca a una banda de música vienesa el 1781.
La interpretació de tan sols quatre moviments el 1784 va donar lloc que durant molt temps es pensés que l'obra havia estat escrita en dues fases, encara que en l'actualitat es descarta aquesta possibilitat.

## Instrumentació
La composició està escrita per a dos oboès, dos clarinets, dos corni di bassetto, dos fagots, quatre trompes i contrabaix (reemplaçat a vegades per un contrafagot).

## Estructura
Consta de set moviments:
- I. Largo. Molto Allegro.
- II. Menuetto.
- III. Adagio
- IV. Menuetto. Allegretto.
- V. Romanze. Adagio.
- VI. Tema con variazioni.
- VII. Finale. Molto Allegro.

El moviment d'inici comença amb una introducció lenta en si bemoll major en la qual els ritmes puntejats del tutti estan posats en oposició als passatges de solista per a clarinet i oboè. Això condueix a l'Allegro moderato, que és una forma sonata monotemàtica. El primer tema de l'exposició s'inicia, originalment presentat en si bemoll major als clarinets, més tard torna en fa major en els corni di bassetto i oboès en una forma modificada com a segon tema. Aquest tema continua per ser explorat en el desenvolupament i retorna en la recapitulació, aquesta vegada en si bemoll major.
El segon moviment és un minuet que es caracteritza per dues seccions de trio contrastants. La secció del minuet és en si bemoll major i usa tots els instruments extensivament. El primer trio és en mi bemoll major i empra tan sols els clarinets i corni di bassetto. Aquesta secció condueix a una repetició de la secció del minuet. La segona secció del trio és en la tonalitat relativa menor (sol menor) i usa extensivament l'oboè sol, el corno di bassetto i el contrabaix.
Descrit per Goodwin com a "pràcticament un conjunt musical operístic d'apassionat sentiment i calidesa sensual", el tercer moviment, assenyalat com a Adagio, és en mi bemoll major. Un pols sincopat té lloc gairebé al llarg de tot el moviment mentre que les línies de solo alternen entre l'oboè, el clarinet i el corno di bassetto.
El quart moviment és un segon minuet; com el segon moviment, presenta dues seccions de trio. El ràpid, secció de minueto staccato, és en si bemoll major. El primer trio, en canvi, té menys notes de staccato i està escrit en la tonalitat homònima menor (si bemoll menor). Després de la repetició de la secció de minueto, s'interpreta el segon trio. Aquest passatge és en fa major i és legato en gran part.
El cinquè moviment, etiquetat com a Romanze, torna al tempo i a la tonalitat de mi bemoll major del tercer moviment. El moviment comença i finalitza amb una secció d'adagio en la tònica i en compàs ternari amb moltes notes llargues en la melodia. Contrastant amb aquestes seccions i entre ambdues es localitza una secció d'Allegretto, en do menor, i que es caracteritza pel seu pols constant en els fagots.
El sisè moviment és un conjunt de sis variacions sobre un tema d'Andante en si bemoll major. El tema és presentat fonamentalment pel clarinet. Les variacions fan ús de diversos motius rítmics i amb freqüència es caracteritzen per la presència d'instruments a solo; per exemple, la primera variació es distingeix per l'oboè solo. A diferència de les altres variacions, totes escrites en si bemoll major, la quarta variació és en si bemoll menor. Les últimes dues variacions són en tempi diferents de la resta del moviment: la cinquena està marcada com Adagio, mentre que la sisena és un Allegretto. L'última variació presenta així mateix en pols ternari, en contrast amb les altres variacions, que estan escrites en compassos binaris.
El setè i últim moviment és un rondó. El moviment empra molts passatges de tutti en els que oboès i clarinets toquen a l'uníson, sobretot en el tema del rondó. Els episodis entre els retorns al tema es caracteritzen per un major grau d'interacció entre els instruments.